# Follie del cinema
Follie del cinema (Movie Crazy) è un film del 1932 diretto da Clyde Bruckman. con Harold Lloyd. Il film è ritenuto uno dei migliori girati da Lloyd nell'epoca del sonoro.

## Trama
Per un equivoco Harold è chiamato a Hollywood per un provino. Guai a catena finché, senza volerlo, riesce a ottenere un contratto di attore comico